# Can Fuselles
Can Fuselles és una masia gòtica de Cornellà del Terri (Pla de l'Estany) inclosa a l'Inventari del Patrimoni Arquitectònic de Catalunya.

## Descripció
Antiga de masia de planta rectangular, amb afegits diversos que defineixen un pati a la part posterior. La coberta és a dues vessants. Les parets portants presenten fragments amb carreus de mida diversa i altres amb maçoneria. Són remarcables algunes obertures. Al primer pis hi ha una finestra biforada gòtica trilobada i la porta d'accés està feta amb carreus als brancals i un arc de mig punt amb dovelles. A la façana lateral hi ha una finestra amb una llinda gòtica trilobada col·locada a l'inrevés. El sostre del primer pis és fet amb cairats i la planta baixa del cos exterior també.

## Història
Es tracta d'un mas bastant antic, segurament datat almenys en el segle xiv.